# Cassida vittata
Cassida vittata é uma espécie de insetos coleópteros polífagos pertencente à família Chrysomelidae.
A autoridade científica da espécie é Villers, tendo sido descrita no ano de 1789.
Trata-se de uma espécie presente no território português.